# Svendborg Boldklub
Svendborg Boldklub var en dansk fodboldklub hjemmehørende i Svendborg, som eksisterede i perioden 1901-62. Klubben blev stiftet den 2. april 1901 (100-årsdagen for Slaget på Reden) under navnet Union, og klubben havde to sportsgrene på programmet: cricket og fodbold. Klubben debuterede i Fyns Boldspil-Unions turnering i 1906, og den første spilledragt var en sort sweater med rød og hvid tværstribe samt sorte benklæder. I 1915 tog klubben navneforandring til Svendborg Boldklub.
I 1962 blev Svendborg Boldklub og Kammeraternes Boldklub slået sammen til én klub: Svendborg forenede Boldklubber.